# Ирадж Пезешк-зод
Ирадж Пезешкзад (1927, Тегеран — 12 января 2022) — иранский писатель и переводчик, наиболее известный как автор сатирического романа «Дядюшка Наполеон» (1972)..

## Биография
Родился в Тегеране, в зажиточной аристократической семье, его мать происходила из Каджарской династии. Изучал юриспруденцию во Франции, после возвращения в Иран работал судьёй. Позже был нанят на работу в министерство иностранных дел Ирана, где и проработал вплоть до Исламской революции. После революции Ирадж Пезешк-зод уволился с занимаемой им должности и покинул страну. Отправился во Францию, где работал журналистом и присоединился к Национальному движению сопротивления Ирана. Умер в 94-летнем возрасте в начале 2022 года, когда посещал родственников в Калифорнии.

## Творчество
Карьеру писателя Пезешк-зод начал в 1950-х годах, когда начал публиковать свои сочинения в журналах. Кроме самого известного своего произведения, романа «Дядюшка Наполеон», Ирадж Пезешк-зод является автором нескольких романов, в том числе сатирического романа «Ходжа Насреддин при дворе Гарун аль-Рашида», а также сочинений на этические и педагогические темы.
Пезешк-зод также перевёл многие сочинения Вольтера и Мольера с французского на персидский язык. Среди его произведений были статьи о различных революциях — Великой французской, Русской и иранской Конституционалистской.